# Celloverse
Celloverse je treći studijski album hrvatskih violončelista, 2Cellos. Objavljen je 21. siječnja 2015. pod okriljem diskografske kuće Sony Masterworks.

## Popis skladbi
| 1.    | »The Trooper«                      | 4:34 |
| 2.    | »I Will Wait«                      | 4:07 |
| 3.    | »Thunderstruck (Intro)«            | 0:32 |
| 4.    | »Thunderstruck«                    | 3:42 |
| 5.    | »Hysteria«                         | 2:35 |
| 6.    | »Shape of My Heart«                | 4:36 |
| 7.    | »Mombasa«                          | 3:37 |
| 8.    | »Time«                             | 4:18 |
| 9.    | »Wake Me Up«                       | 4:09 |
| 10.   | »They Don't Care About Us«         | 3:25 |
| 11.   | »Live and Let Die« (ft. Lang Lang) | 2:59 |
| 12.   | »Street Spirit (Fade Out)«         | 4:40 |
| 13.   | »Celloverse«                       | 4:21 |
| 14.   | »Satisfaction«                     | 2:40 |
| 47:53 |                                    |      |

| 1. | »The Trooper (Overture)«                                                   |  |
| 2. | »Thunderstruck«                                                            |  |
| 3. | »Highway to Hell«                                                          |  |
| 4. | »With or Without You« (uživo iz pulske Arene)                              |  |
| 5. | »Smells Like Teen Spirit (Live from Arena Zagreb)« (uživo iz Arene Zagreb) |  |
| 6. | »Welcome to the Jungle«                                                    |  |
| 7. | »Smooth Criminal«                                                          |  |